# Vagues de démocratie
 (avril 2023).
La mise en forme du texte ne suit pas les recommandations de Wikipédia : il faut le « wikifier ».
Les points d'amélioration suivants sont les cas les plus fréquents. Le détail des points à revoir est peut-être précisé sur la page de discussion.
- Les titres sont pré-formatés par le logiciel. Ils ne sont ni en capitales, ni en gras.
- Le texte ne doit pas être écrit en capitales (les noms de famille non plus), ni en gras, ni en italique, ni en « petit »…
- Le gras n'est utilisé que pour surligner le titre de l'article dans l'introduction, une seule fois.
- L'italique est rarement utilisé : mots en langue étrangère, titres d'œuvres, noms de bateaux, etc.
- Les citations ne sont pas en italique mais en corps de texte normal. Elles sont entourées par des guillemets français : « et ».
- Les listes à puces sont à éviter, des paragraphes rédigés étant largement préférés. Les tableaux sont à réserver à la présentation de données structurées (résultats, etc.).
- Les appels de note de bas de page (petits chiffres en exposant, introduits par l'outil «  Source ») sont à placer entre la fin de phrase et le point final[comme ça].
- Les liens internes (vers d'autres articles de Wikipédia) sont à choisir avec parcimonie. Créez des liens vers des articles approfondissant le sujet. Les termes génériques sans rapport avec le sujet sont à éviter, ainsi que les répétitions de liens vers un même terme.
- Les liens externes sont à placer uniquement dans une section « Liens externes », à la fin de l'article. Ces liens sont à choisir avec parcimonie suivant les règles définies. Si un lien sert de source à l'article, son insertion dans le texte est à faire par les notes de bas de page.
- La présentation des références doit suivre les conventions bibliographiques. Il est recommandé d'utiliser les modèles {{Ouvrage}}, {{Chapitre}}, {{Article}}, {{Lien web}} et/ou {{Bibliographie}}. Le mode d'édition visuel peut mettre en forme automatiquement les références.
- Insérer une infobox (cadre d'informations à droite) n'est pas obligatoire pour parachever la mise en page.

Pour une aide détaillée, merci de consulter Aide:Wikification.
Si vous pensez que ces points ont été résolus, vous pouvez retirer ce bandeau et améliorer la mise en forme d'un autre article.
En science politique, les vagues de démocratie sont les grands déferlements de démocratie qui se sont produits dans l'Histoire. Bien que le terme apparaisse au moins dès 1887, il a été popularisé par Samuel P. Huntington, politologue à l'Université de Harvard, dans son article publié dans le Journal of Democracy et développé plus en détail dans son livre de 1991, The Third Wave : Démocratisation à la fin du XXe siècle. Les vagues de démocratisation sont associées à des changements soudains dans la répartition du pouvoir entre les grandes puissances, qui ont créé des ouvertures et des incitations à introduire des réformes nationales radicales,.
Les universitaires débattent du nombre précis de vagues démocratiques. Huntington décrit trois vagues : la première vague « lente » du XIXe siècle, une deuxième vague après la Seconde Guerre mondiale, et une troisième vague débutant au milieu des années 1970 dans le sud de l'Europe, suivie par l'Amérique latine et l'Asie. Bien que son livre ne traite pas de l'effondrement du bloc soviétique, un certain nombre d'érudits ont choisi d'inclure dans la «troisième vague» les transitions démocratiques de 1989 à 1991. D'autres chercheurs, comme Seva Gunitsky de l'Université de Toronto, ont fait référence à treize vagues du XVIIIe siècle au printemps arabe (2011-2012).

## Définition
Dans son livre de 1991, The Third Wave, Huntington a défini une vague démocratique comme « un groupe de transitions de régimes non démocratiques à des régimes démocratiques qui se produisent dans un laps de temps spécifié et qui sont nettement plus nombreuses que les transitions dans les directions opposées au cours de cette période de temps ».
Mainwaring et Aníbal Pérez-Liñán (2014, 70) proposent une définition similaire : « toute période historique au cours de laquelle il y a une augmentation soutenue et significative de la proportion de régimes concurrentiels (démocraties et semi-démocraties) ».
Gunitsky (2018) définit une vague démocratique comme un regroupement de transitions démocratiques tentées ou réussies, associé à des liens entre les transitions de ce regroupement.

## Les trois vagues de Huntington

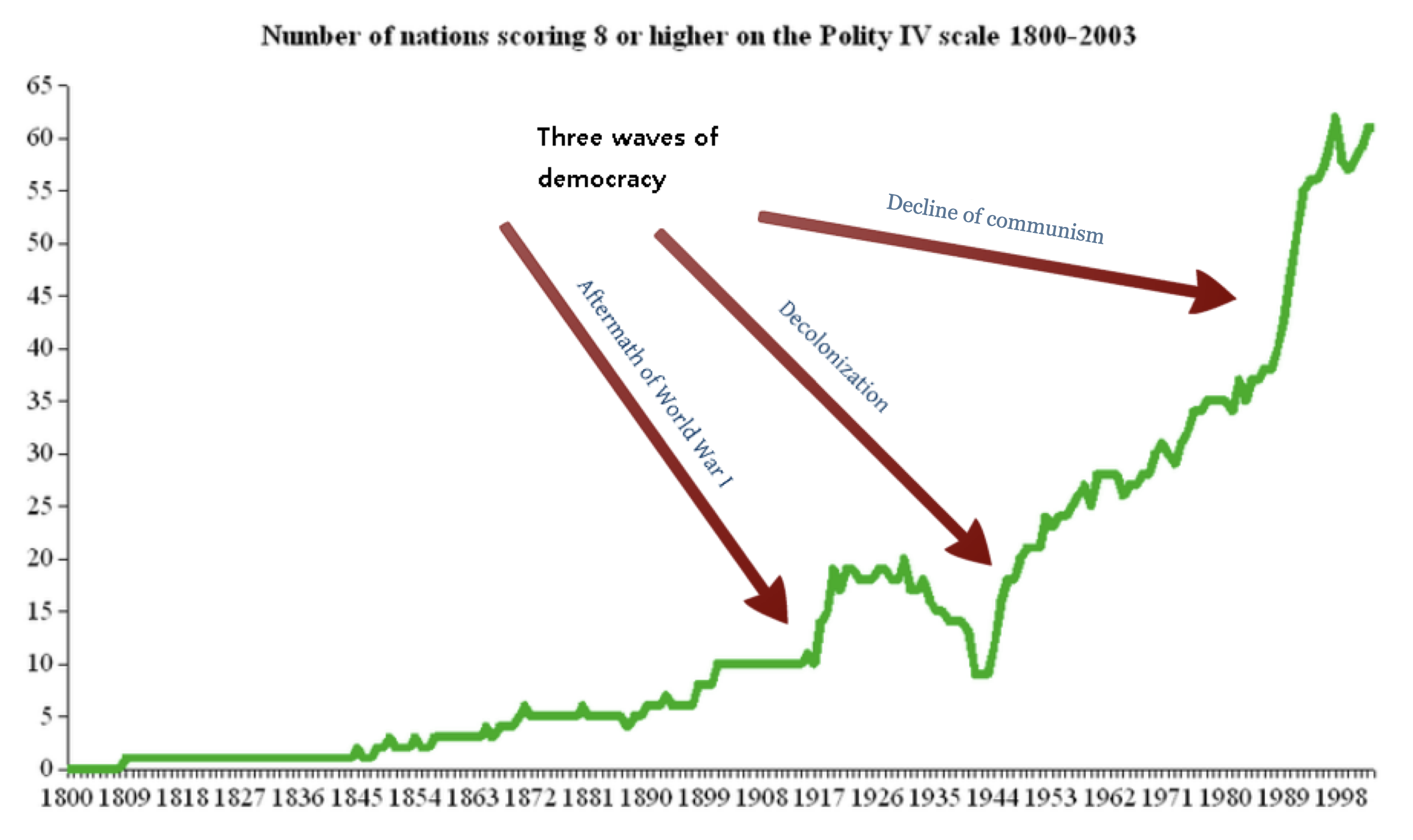
Les trois vagues de la démocratie

### Première vague
La première vague de démocratie (1828-1926) a commencé au début du XIXe siècle lorsque le suffrage a été accordé à la majorité des hommes blancs aux États-Unis (« démocratie jacksonienne »). Viennent ensuite notamment la France, la Grande-Bretagne, le Canada, l'Australie, l'Italie et l'Argentine, avant 1900. À son apogée, après l'éclatement des empires russe, allemand, autrichien et ottoman en 1918, la première vague a apporté 29 démocraties dans le monde. Le renversement a commencé en 1922, lors de l'arrivée au pouvoir en Italie de Benito Mussolini. L'effondrement a principalement frappé les démocraties nouvellement formées, qui n'ont pas pu résister à la montée agressive des mouvements expansionnistes communistes, fascistes et militaristes autoritaires ou totalitaires qui ont systématiquement rejeté la démocratie. Le creux de la première vague est survenu en 1942, lorsque le nombre de démocraties dans le monde est tombé à seulement douze,.

### Deuxième vague
La deuxième vague a commencé après la victoire des Alliés lors de la Seconde Guerre mondiale et a culminé près de vingt ans plus tard, en 1962, avec 36 démocraties reconnues dans le monde. La deuxième vague a également diminué à ce stade, et le nombre total est tombé à trente démocraties entre 1962 et le milieu des années 1970. Mais la « ligne plate » n'a pas duré longtemps, car la troisième vague était sur le point de déferler d'une manière inédite.
Les chercheurs ont noté que l'apparition de « vagues » de démocratie disparaît en grande partie lorsque le suffrage des femmes est pris en compte. De plus, certains pays changent radicalement de position : la Suisse, qui fait généralement partie de la première vague, n'a accordé le droit de vote aux femmes qu'en 1971.

### Troisième vague
La troisième vague a commencé avec la révolution des œillets de 1974 au Portugal et la transition espagnole vers la démocratie à la fin des années 1970. Viennent ensuite les transitions démocratiques historiques en Amérique latine dans les années 1980, dans les pays d'Asie-Pacifique (Philippines, Corée du Sud et Taïwan) de 1986 à 1988, en Europe de l'Est après l'effondrement de l'Union soviétique et en Afrique subsaharienne, à partir de en 1989. L'expansion de la démocratie dans certaines régions était stupéfiante. En Amérique latine, seuls la Colombie, le Costa Rica et le Venezuela étaient démocratiques en 1978, et seuls Cuba et Haïti restaient autoritaires en 1995, lorsque la vague avait balayé vingt pays.
Huntington souligne que les trois quarts des nouvelles démocraties étaient catholiques romaines ; la plupart des pays protestants étaient déjà démocratiques. Il met l'accent sur le Concile Vatican de 1962, qui a transformé l'Église de défenseurs de l'ancien ordre établi en adversaire du totalitarisme.
Les pays qui connaissent ou ont connu une transition vers la démocratie lors d'une vague sont parfois sujets à des reculs démocratiques. Les politologues et théoriciens pensent que la troisième vague a atteint son maximum et commencera bientôt à refluer, tout comme ses prédécesseurs l'ont fait lors des première et deuxième vagues. Dans la période qui a immédiatement suivi le début de la « guerre contre le terrorisme » après les attentats du 11 septembre 2001 contre les États-Unis, un certain recul s'est ensuivi. L'intensité ou la durée de cette érosion reste un sujet de débat[réf. nécessaire]. Les pays de la troisième vague, dont le Portugal, l'Espagne, la Corée du Sud et Taïwan, sont devenus des démocraties pleinement consolidées et n'ont pas connu de recul. En 2020, ils avaient même des démocraties plus fortes que de nombreux homologues avec une histoire beaucoup plus longue en tant que pays démocratiques.

## Printemps arabe
Les experts ont comparé l'effondrement de plusieurs dictatures au Moyen-Orient et en Afrique du Nord, phénomène connu sous le nom de printemps arabe, aux événements qui ont suivi la chute de l'Union soviétique en Europe de l'Est. La similitude entre les deux phénomènes a inspiré l'espoir d'une quatrième vague de démocratisation. Cependant, quelques mois après le début de la transition apparente, la plupart des ouvertures politiques arabes se sont refermées, provoquant un recul important. L'un des cas les plus alarmants est celui de l'Égypte, où le gouvernement, contrôlé par les militaires, n'a en aucune façon facilité la transition démocratique. Au contraire, il s'est efforcé de faire taire la révolte en arrêtant des manifestants pacifiques et en les jugeant devant des tribunaux militaires[réf. nécessaire]. Un exemple concret est fourni par l'histoire de Maikel Nabil, un blogueur égyptien reconnu coupable et condamné à trois ans de prison pour « insulte à l'élite militaire ». Les principales causes de la régression et de la crise dans tous les pays touchés sont attribuées à la corruption, au chômage, à l'injustice sociale et à l'insuffisance des sociétés civiles.
Malgré la situation apparemment insoluble, l'ONU, sous l'administration de Ban Ki-moon, a tenté de jouer le rôle de médiateur entre les gouvernements et les manifestants. Larry Diamond a affirmé que le rôle des États-Unis dans la transition démocratique du monde arabe était fondamental.
Les médias numériques ont joué un rôle important dans l'apparition de conditions favorables aux soulèvements et ont contribué à faire connaître les principaux événements déclencheurs, puis ont facilité ces soulèvements et leur diffusion. Mais les médias numériques ne l'ont pas fait seuls ou aussi soudainement que certains observateurs l'ont affirmé. L'histoire du printemps arabe, selon Howard et Hussain, a commencé plus de dix ans auparavant lorsque l'accès à Internet et les téléphones portables ont commencé à se diffuser rapidement en Afrique du Nord et au Moyen-Orient. Les citoyens qui pouvaient se permettre un accès à Internet, issus pour la plupart des classes les plus aisées, ont joué un rôle important dans les soulèvements en Égypte, en Tunisie et à Bahreïn. Au fil du temps, la critique sur internet des régimes est devenue plus publique et courante, préparant le terrain pour le printemps arabe. Les médias numériques ont également permis aux femmes et aux minorités de participer aux discussions politiques et, en fin de compte, aux protestations et aux révolutions qui ont suivi.
La question de savoir si le printemps arabe compte ou non comme une vague démocratique distincte est contestée par les chercheurs sur des bases empiriques, car la Tunisie est la seule nation du printemps arabe à s'être consolidée avec succès en un État démocratique semi-stable après son soulèvement (selon l'organisation d'évaluation de la démocratie Freedom House, à partir de 2020). La Tunisie est cependant considérée à nouveau comme un régime hybride depuis 2021, selon l'indice de démocratie.

## Manifestations post-2019
Depuis 2019, les manifestations mondiales ont dynamisé les mouvements démocratiques, axés sur l'égalité raciale, les droits de l'homme, la liberté, la démocratie et la justice sociale.
- Manifestations arabes 2018-2022
- 2019-2020 Manifestations à Hong Kong
- Manifestations biélorusses de 2020-2021
- Manifestations chiliennes de 2019-2022
- Manifestations iraniennes de 2019-2020, Manifestations iraniennes de 2021-2022, Manifestations de Mahsa Amini
- Manifestations thaïlandaises de 2020-2021
- 2021-2023 Manifestations au Myanmar
- George Floyd proteste
- Manifestations contre les réponses à la pandémie de COVID-19, manifestations COVID-19 de 2022 en Chine
- Manifestations kazakhes de 2022
- Manifestations sri-lankaises de 2022

## Autres vagues
Dans une étude de 2018 dans Perspectives on Politics, Seva Gunitsky de l'Université de Toronto identifie treize vagues de démocratie. Son principal critère est le rejet de du pouvoir absolu, par opposition à Huntington qui a utilisé le critère beaucoup plus restrictif du droit de vote pour la majorité des hommes.
1. La vague atlantique (1776–1798)
2. Les guerres d'indépendance latino-américaines (1809-1824)
3. La première vague constitutionnelle (1820-1821)
4. La vague romantique-nationaliste (1830-1831)
5. Le printemps des nations (1848)
6. La deuxième vague constitutionnelle (1905-1912)
7. La vague post-guerre (1919-1922)
8. La vague post-Seconde Guerre mondiale (1945-1950)
9. La vague de décolonisation africaine (1956-1968)
10. La vague de modernisation, également connue sous le nom de "troisième" vague (1974-1988)
11. La vague post-soviétique (1989-1992)
12. Les révolutions des couleurs (2000–2007)
13. Le printemps arabe (2011-2012)